# Керіу
Керіу (рум. Cheriu) — село у повіті Біхор в Румунії. Входить до складу комуни Ошорхей.
Село розташоване на відстані 426 км на північний захід від Бухареста, 10 км на південний схід від Ораді, 122 км на захід від Клуж-Напоки.

## Населення
За даними перепису населення 2002 року у селі проживали 692 особи.
Національний склад населення села:
| Національність | Кількість осіб | Відсоток |
| -------------- | -------------- | -------- |
| румуни         | 429            | 62,0%    |
| цигани         | 262            | 37,9%    |

Рідною мовою назвали:
| Мова      | Кількість осіб | Відсоток |
| --------- | -------------- | -------- |
| румунська | 636            | 91,9%    |
| циганська | 56             | 8,1%     |